# 성평군
성평군 이혼(成平君 李渾, 1656년 - ?)은 조선 중기의 왕족으로 덕흥대원군의 증손이자, 선조의 백형 하원군의 손자이다. 부인은 양천인(陽川人) 허서(許墅)의 딸로 현부인 양천허씨(縣夫人 陽川許氏)이다. 본관은 전주, 휘는 혼(渾)이다.

## 생애
1656년(효종 7) 종실 진양군 이담령(珍陽君 李聃齡)과 양녀(良女) 예현(禮賢) 사이에서 6남으로 태어나, 성평부수(成平副守)에 봉작받았다.
1672년(현종 13) 윤7월 24일 종부시에서 문안하는데 참여하지 않았거나 간혹 한두번씩만 한 종친이라 하여 종중추고(從重推考)를 청하기도 하였다.
1676년(숙종 2) 3월 10일 창덕궁 인정전에서 종실(宗室)의 전강(殿講)에 참여하여 반숙마 1필(半熟馬一匹)을 시상(施賞) 받았다.
1696년(숙종 22) 10월 14일 종묘 친제 때 불참하였다고 파직하라고 현고하여 파직되었다가 이해 12월 2일 서용(敍用)되었다.
1701년(숙종 27) 9월 3일 국상 때 성복(成服)인으로 불참하였다고 현고하고, 이해 11월 17일 다시 종친부에서 국휼초상(國恤初喪, 인현왕후 민씨 국상) 때 성복(成服)인으로 불참에 현고하자 다시 곡반(哭班)에 내참하게하고, 서용되었다.
1710년(숙종 36) 10월 19일 격쟁(擊錚)을 올려 수금치죄(囚禁治罪)를 하였으며, 1711년(숙종 37) 1월 11일 용인(龍仁)의 백성과 토전(土田)을 쟁송(爭訟)하여 이 문제는 1712년(숙종 38)까지 논쟁이 되었다.
1713년(숙종 39) 1월 6일 파직을 현고하여 파직되었다가 이해 1월 11일 서용되어 관직을 제수 받았다.
1721년(경종 원년) 5월 18일 봉군(封君)을 하려고 하였나 도정(都正)을 거치질 않았다고 하여 봉군(封君)을 못 받고, 성평부정(成平副正)을 거쳐 성평군(成平君)의 봉작을 받았다.
1724년(영조 즉위년) 11월 21일 관직을 제수받고, 1726년(영조 2) 4월 21일 태묘(太廟, 종묘)를 첨건(添建)하고 경하(慶賀)하는 예를 거행하지 않은 일 등에 대한 소회(所懷)를 진달하는 상소를 올렸다.
1727년(영조 3) 1월 9일 중의대부(中義大夫)에 가자되고, 별세하여 경기도 양주시 서산(西山)에 예장하였다.

## 가족관계
- 아버지 : 진양군 이담령(珍陽君 李聃齡)
- 어머니(계모) : 현부인 평산신씨(縣夫人 平山申氏, 1598년 - 1666년), 평산인(平山人) 신업(申砐)의 딸.
- 어머니(생모) : 양녀(良女) 예현(禮賢)
- 부인 : 현부인 양천허씨(縣夫人 陽川許氏), 양천인(陽川人) 허서(許墅)의 딸.
  - 아들 : 이시희(李時禧)
  - 딸 : 이묵(李默)에게 출가.